# Огляд творчості Чапліна в «Ессеней»
«Огляд творчості Чапліна в "Ессеней"» (англ. The Essanay-Chaplin Revue; інша назва — The Chaplin Revue of 1916) — американський німий короткометражний фільм Чарльза Чапліна, випущений 21 жовтня 1916.

## Сюжет
Фільм являє собою компіляцію з декількох короткометражок Чапліна, знятих в компанії Essanay протягом 1915 року.

## У ролях
- Чарлі Чаплін — різні ролі
- Една Первіенс — різні ролі
- Бен Терпін — різні ролі
- Лео Вайт — різні ролі